# 坂東七笑
坂東 七笑（ばんどう ななえ、1973年6月16日 - ）は、千葉県出身の女優、司会者、レポーター。劇団だるま座所属。

## 人物
旧芸名は坂東 留実。以前はGrueに所属していた。
大妻女子大学中野女子高等学校、大妻女子大学短期大学部国文科出身。
身長166cm。体重52kg。血液型B型。
趣味はウクレレ。特技は水泳、雑貨創作。

## 出演作品

### テレビドラマ
- 仮面ライダーアギト 第24話（2001年、テレビ朝日） - OL[2]（バドミントンで遊ぶ女[1]）
- 水曜ドラマ（日本テレビ）
  - 最後の弁護人（2003年） - 受付嬢
  - 黄金の豚-会計検査庁 特別調査課- 第4話（2010年）
- トミカヒーロー レスキューファイアー（2009年、テレビ東京）
- 金曜ドラマ / 生まれる。（2011年、TBS） - 主婦
- 時々迷々 第49回（2011年、NHK Eテレ） - 川野夕子
- 海賊戦隊ゴーカイジャー 第41話（2011年、テレビ朝日） - 王妃
- ドラマ10 / シングルマザーズ 第1話（2012年、NHK総合）
- この世で俺/僕だけ（2013年、BSジャパン）
- 特集ドラマ はじまりの歌（2013年、NHK） - 看護師
- 戦う!書店ガール（2015年、フジテレビ） - 女性客

### テレビ番組
- 東京ケーブルネットワーク - MC
- ケイコとマナブチャンネル 「ガーデニング入門」 - MC
- ウィークエンドパラダイス（イッツ・コミュニケーションズ） - レポーター
- ワイド!スクランブル（1998年、テレビ朝日） - レポーター
- ザ!世界仰天ニュース（2009年、日本テレビ） - クラブのママ
- Rの法則（2015年、NHK Eテレ） - 母親
- 怒られ履歴書（2019年、フジテレビ） - アンミカの母
- 逆転人生（2020年、NHK総合） - 桐田寿子
- THE突破ファイル（日本テレビ）
  - 人体ミステリー「謎のめまい篇」（2021年） - 美咲の母
  - 草薙アルバイトシリーズ「トラクター篇」（2022年） - サラの母

### 映画
- 新・男樹（1999年） - 神戸美貴
- サヨナラCOLOR（2005年、ザジフィルムズ） - 看護師
- ショートフィルム「HIROMI」（2006年） - ヒロミ
- この世で俺/僕だけ（2013年） - 記者
- エリカ38（2019年、KATSU-do） - 梅村
- MAM短編一人芝居「telephone」（2020年） - ミライ
- ねばぎば新世界（2021年） - 徳永加奈子

### Vシネマ
- 侠道（2000年） - 吉田雅代

### 舞台
- 劇団劇作家 劇読み!「洋燈の灯る家」（2014年）
- アブラクサス
  - Dreams∞永遠∞（2015年）
  - つみ（2021年）
  - HEXAGRAM（2017年）
  - OPTIMISM（2018年）
- 東京アンテナコンテナ
  - 人間なんてラララのラ（2016年）
  - 浅草 福の屋大衆劇場と奇妙な住人達1982（2017年）
  - サスライ7 part1 -起 サイカイ-“ちょっとだけ改訂版”（2017年）
- 劇団だるま座
  - 名医先生（2017年）
  - ひろし（2017年）
  - The Dining Room（2018年）
  - 永井家の八月（2018年）
  - 煙が目にしみる（2019年 - 2021年）
  - 月ノツカイ（2019年、2021年）
  - 1/4の楽園 1999-或るキャバレーの唄-（2021年）
  - 兄弟ブルース 俺たちの天使に（2024年） - 天野園子
- 劇団10ANTS
  - 板の上の二人と三人、そして一人（2019年）
  - コオロギからの手紙（2020年）
- Offbeat studio「カケチガイ」（2019年）
- 音楽朗読劇「選択のとき」（2021年）
- 桜散る、散るもつもるも三春乃一座
- オレンジ98%

### CM
- アサヒビール 本生「クリスマス編」（2003年） - サンタクロース
- P&Gジャパン（2004年）
  - ファブリーズ 「ハウスダストクリア〜動くな!編」 - 主婦
  - マックスファクター - 松嶋菜々子の同級生
- タフベール「ローション手袋」（2004年 - 2005年） - 主婦
- SHARP 「複合機」（2005年） - 警察官
- KIRIN
  - フランジア（2005年 - 2007年） - 主婦
  - キリン一番搾り生ビール - 鈴木亮平の同僚
    - 「おまたせ編」（2018年）
    - 「春編」（2018年、2019年）
- 日本マクドナルド 「100円マック」（2005年、2009年） - 主婦
- サニーヘルス 「マイクロダイエット」（2006年） - 研究員
- 損保ジャパンDIY生命（2007年） - 妻
- ガスワン（2007年 - 2010年） - 主婦
- 東芝テック（2008年 - 2009年） - 主婦
- メットライフアリコ 「渡辺篤史の建もの探訪編」（2011年） - 主婦
- キユーピー 「ヒアロモイスチャー240」（2018年） - MC
- ユニ・チャーム ライフリー「座談会編」（2018年 - 2021年） - 主婦
- Amazon.com 「仲良し夫婦Ver.」（2020年 - 2021年）
- SOMPOホールディングス おとなの自動車保険「ネット割篇」（2020年 - ）

### MV
- 柴田淳 月夜の雨（2007年、ビクターエンタテインメント）

### WEB
- アイリスファーマ（2019年） - 薬剤師 ※スチール
- 富士工業 「レンジフード〜母の愛編、父の愛編〜」（2020年） - 母親

### ラジオ
- アズーリモーニング（鳥越アズーリFM） - MC

### ナレーション
- 葛飾赤十字産院VP - 出演、ナレーション
- NTT東日本 「ふれあいトーク大賞」 - 出演、ナレーション
- ポプラ 店内CMナレーション
- デイリーヤマザキ 店内CMナレーション
- ツカサウィークリーマンション CMナレーション

### イベント
※すべてMC
- 式典
- 展示会
- 音楽ライブ
- お笑いライブ
- スポーツイベント

### スチール
- ZUTTO
- MAX
- キネシオテーピング
- ナイキ - フロアショーモデル